# トゥ・ローン・スウォーズメン
トゥ・ローン・スウォーズメン（Two Lone Swordsmen）は、イギリス・ロンドン出身のエレクトロニック・ミュージック・デュオ。アンドリュー・ウェザオールとキース・テニスウッドで構成されていた
。

## 略歴
アンドリュー・ウェザオールのセイバーズ・オブ・パラダイスが解散した後、1996年にウェザオールとキース・テニスウッドによって結成されたトゥ・ローン・スウォーズメンは、ウェザオールが運営するレコードレーベル「Emissions Audio Output」から楽曲をリリースした。しかし、オペレーションが小さいという性質がデュオの成功を制限していたため、その後、彼らはワープとの契約に署名した。
トゥ・ローン・スウォーズメンのデビュー・スタジオ・アルバム『ザ・フィフス・ミッション (リターン・トゥ・ザ・フライトパス・エステイト)』は、1996年にリリースされた。1998年の『ステイ・ダウン』は、ピッチフォークによる「50 Best IDM Albums of All Time」リストの22位にランクインした。『Tiny Reminders』（2000年）は、ピッチフォークによる「2000年のトップ20アルバム」リストの19位にランクインした。このデュオは2004年に『フロム・ザ・ダブル・ゴーン・チャペル』をリリースした。
2020年2月17日、ウェザオールは56歳で肺血栓塞栓症のために亡くなった。

## ディスコグラフィ

### スタジオ・アルバム
- 『ザ・フィフス・ミッション (リターン・トゥ・ザ・フライトパス・エステイト)』 - The Fifth Mission (Return to Flightpath Estate) (1996年、Emissions Audio Output)
- 『ステイ・ダウン』 - Stay Down (1998年、Warp)[4]
- Tiny Reminders (2000年、Warp)[10]
- 『フロム・ザ・ダブル・ゴーン・チャペル』 - From the Double Gone Chapel (2004年、Warp)[11]
- Wrong Meeting (2007年、Rotters Golf Club)[12][13]
- Wrong Meeting II (2007年、Rotters Golf Club)[14]

### コンピレーション・アルバム
- 『ファーザー・リマインダーズ』 - Further Reminders (2001年、Warp)[15][16]
- Peppered with Spastic Magic: A Collection of Two Lone Swordsmen Remixes (2003年、Rotters Golf Club)[17][18][19][20]
- Emissions Audio Output: From the Archive Vol/01 (2006年、Rotters Golf Club)
- 『ロング・ミーティングス』 - Wrong Meetings (2007年、Rotters Golf Club) ※『Wrong Meeting』『Wrong Meeting II』をカップリング

### アルバム並みのEP
- 『スウィミング・ノット・スキミング』 - Swimming Not Skimming (1996年、Emissions Audio Output)[4]
- 『ストックウェル・ステッパス』 - Stockwell Steppas (1997年、Emissions Audio Output)[4]

### EP
- The Third Mission (1996年、Emissions Echoic)
- The Tenth Mission (1996年、Emissions Audio Output)
- Two Lone Swordsmen and a Being (1996年、Special Emissions) ※with Being
- The Role of Linoleum (1997年、Humboldt County) ※Lino Squares名義
- D.C.Fumes EP (1997年、New Emissions) ※Rude Solo名義
- A Bag of Blue Sparks (1998年、Warp)
- A Virus with Shoes (1999年、Warp)
- Receive Tactical Support (1999年、Warp)
- Klunk (1999年、Subvert) ※Klunk名義
- Locked Swords (2001年、Warp)
- Benicassim EP (2001年、Rotters Golf Club) ※Aramchek名義
- For Shavers Only (2001年、Rotters Golf Club) ※Klart名義
- Dark Eldar (2001年、Art of Perception) ※Rude Solo名義
- Big Silver Shining Motor of Sin E.P. (2004年、Warp)

### シングル
- "Stuka" (1997年、Creation) ※Primal Scream Meet the Two Lone Swordsmen名義
- "Tuning Up!" (1997年、Soundboy Entertainment) ※Ballistic Brothers vs. the Two Lone Swordsmen名義
- "The Gates to Film City" (1998年、Domino Recording Company) ※Future Pilot A.K.A. vs. Two Lone Swordsmen名義
- "Have You Ever Wondered Who Really Writes the Tabloids' Club Columns?" (1999年、Slut Smalls)
- "Nostik" / "Tall Lights" (1999年、C-Pij) ※C-Pij名義
- "Tiny Reminder No1 (C-Pij Remix Vocal)" / "Tiny Reminder No1 (C-Pij Remix)" (2001年、Warp)
- "Vous Do Funk?" / "Awoken by Beetles" (2001年、Voodoo) ※Rude Solo名義
- "Explode" / "Fly Bi Wire" (2002年、Firewire) ※Basic Units名義
- "Untitled" (2002年、Hidden Library) ※Hidden Library名義
- "Sex Beat" (2004年、Warp)